# Parque nacional Aukštaitija
El Parque Nacional Aukštaitija (en lituano Aukštaitijos nacionalinis parkas) es un parque nacional en el noreste de Lituania, unos 100 km al norte de Vilna. Establecida en 1974 es el más antiguo de los 5 parques nacionales en Lituania. Al comienzo era el nombre de Parque Nacional de Lituania RSS de subrayar que es la primera de este tipo en el parque de la república. En 1991 4 otros parques se establecieron y se renombraron etnográfico después de las regiones de Lituania. El parque fue rebautizado después Aukštaitija.
Territorio ocupa 405,7 de km². Distrito de Ignalina municipio controla un 50% de la zona. Utena y Švenčionys distrito de los municipios el control de 25%. Áreas estrictamente protegidas ocupan el 2,1%. Se puede entrar en este territorio sólo con los empleados del parque. Más del 70 por ciento de su territorio está cubierto por bosques. 80 por ciento de los bosques de pino se encuentra, algunos llegan 200 años de edad.

## Diversidad biológica
64 especies de plantas, 8 de hongos, 48 de aves que se encuentran en el parque están incluidas en el libro rojo de Lituania. El parque es famoso por su diversidad biológica. Por ejemplo, 59% de todas las especies de plantas en Lituania se puede encontrar en el parque que cubre menos del 1% de Lituania del territorio.

## Aguas
126 lagos están diseminados en los bosques y colinas. A menudo están interconectados por riachuelos y arroyos y es un sitio muy frecuentado por el turismo con kayaks de agua. Dado que el parque fue creado hace más de 30 años, la infraestructura de agua para el turismo es muy desarrollados. Hay muchos sitios para alquilar un barco o un kayak y también para que la gente de un día de descanso. Los lagos cubren 59,30 kilómetros cuadrados (o 15,5%) del territorio del parque. El más grande de los lagos es el lago Kretuonas (8,29 km ² de superficie). Lago Tauragnas, la más profunda en Lituania (60,5 metros), también está aquí. Hay 14 lagos que son más grandes que 1 km². 6 lagos están entre 0,5 y 1 km² y 35 lagos - 50 y 5 hectáreas. El resto son menores de 5 ha, y algunos de ellos están convirtiendo lentamente en pantanos.
El Baluošas lago características siete islas, una de las cuales tiene un poco de su propio lago. Un pequeño flujo de las corrientes de este lago a Baluošas. Esto hace que sea un único lago en Lituania. El río más caudaloso es Žeimena (22 km en el parque territorio, de hasta 114 kilómetros en total). Es una muy limpio río que desemboca en Neris. Todos los lagos y riachuelos pertenecen a la Žeimena cuenca.
Uno de los más famosos lugares de interés turístico en el Parque es Ladakalnis colina, desde la parte superior de los cuales 6 lagos se puede ver. Se trata de un monumento geomorfológicas.

## Pueblos
Los primeros poblados en el parque se mencionan en el siglo XIV y en la época actual hay 116 aldeas, con unos 2300 residentes en total. Entre estos pueblos, el más conocido es Palūšė, donde reside la administración del parque. Su iglesia, construida en 1750, se considera la iglesia de madera más antigua de Lituania. Su imagen se reprodujo en el billete de 1 litas. La aldea más antigua del parque es Stripeikiai, conocida por su singular museo dedicado a la apicultura. Otra aldea muy conocida es Ginučiai, cuya principal atracción turística es un molino de agua construido en el siglo XIX, declarado monumento de la ingeniería por ser uno de los pocos molinos que conserva el mecanismo original. Cerca de allí hay dos colinas fortificadas de importancia nacional. Con sus 300 habitantes, Kaltanėnai es la localidad más poblada.

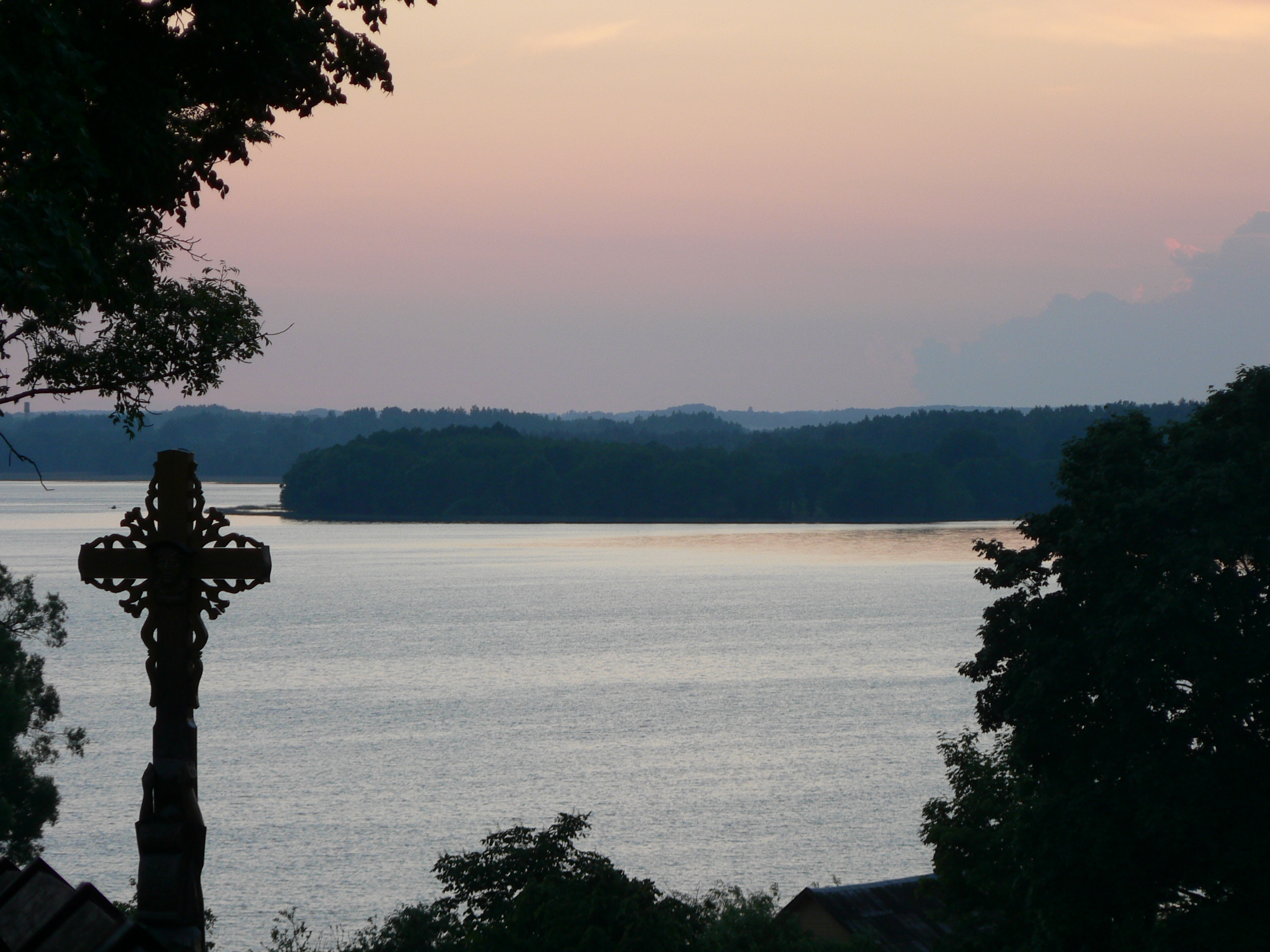
Lago Lūšiai en Palūšė.
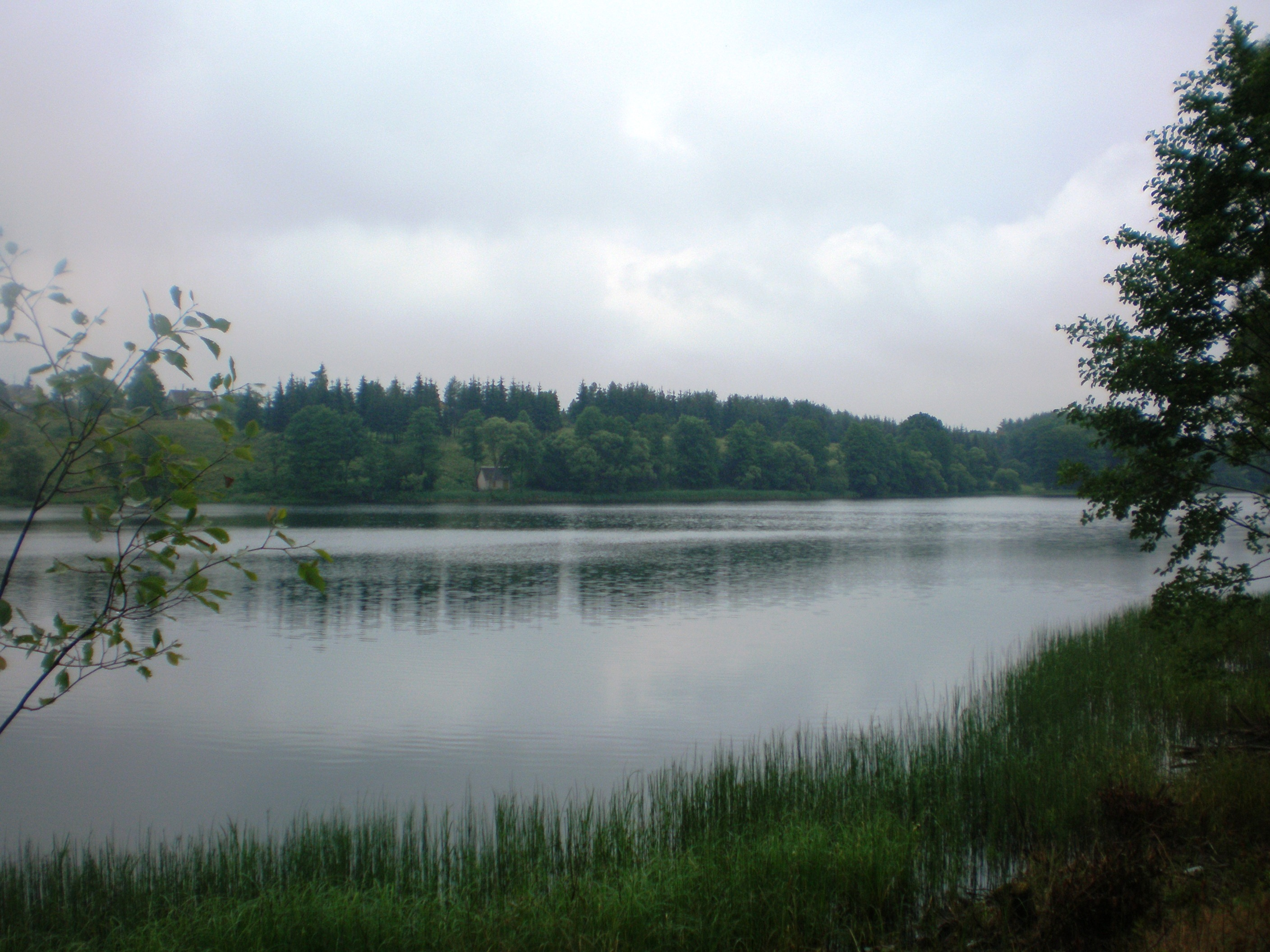
Lago Tauragnas.
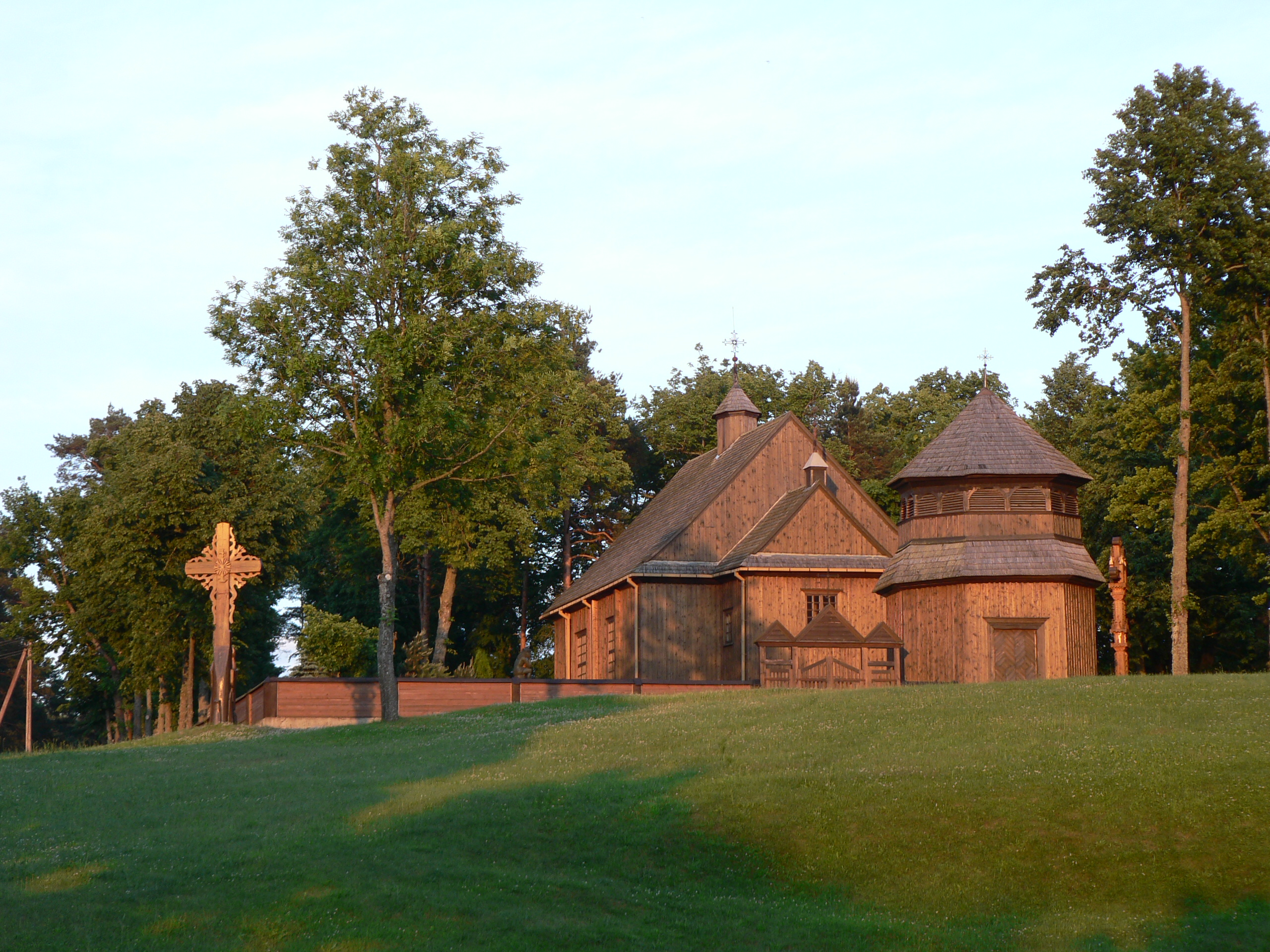
Iglesia madera de Palūšė.

- Datos: Q400200
- Multimedia: Aukštaitija National Park / Q400200